# Rhynchotus maculicollis
Rhynchotus maculicollis là một loài chim trong họ Tinamidae.